# Centruroides limbatus
Espèce
Synonymes
- Centrurus limbatus Pocock, 1898
- Centrurus rubricauda Pocock, 1898

Centruroides limbatus est une espèce de scorpions de la famille des Buthidae.

## Distribution
Cette espèce se rencontre au Panamá, au Costa Rica et au Nicaragua,,.

## Description

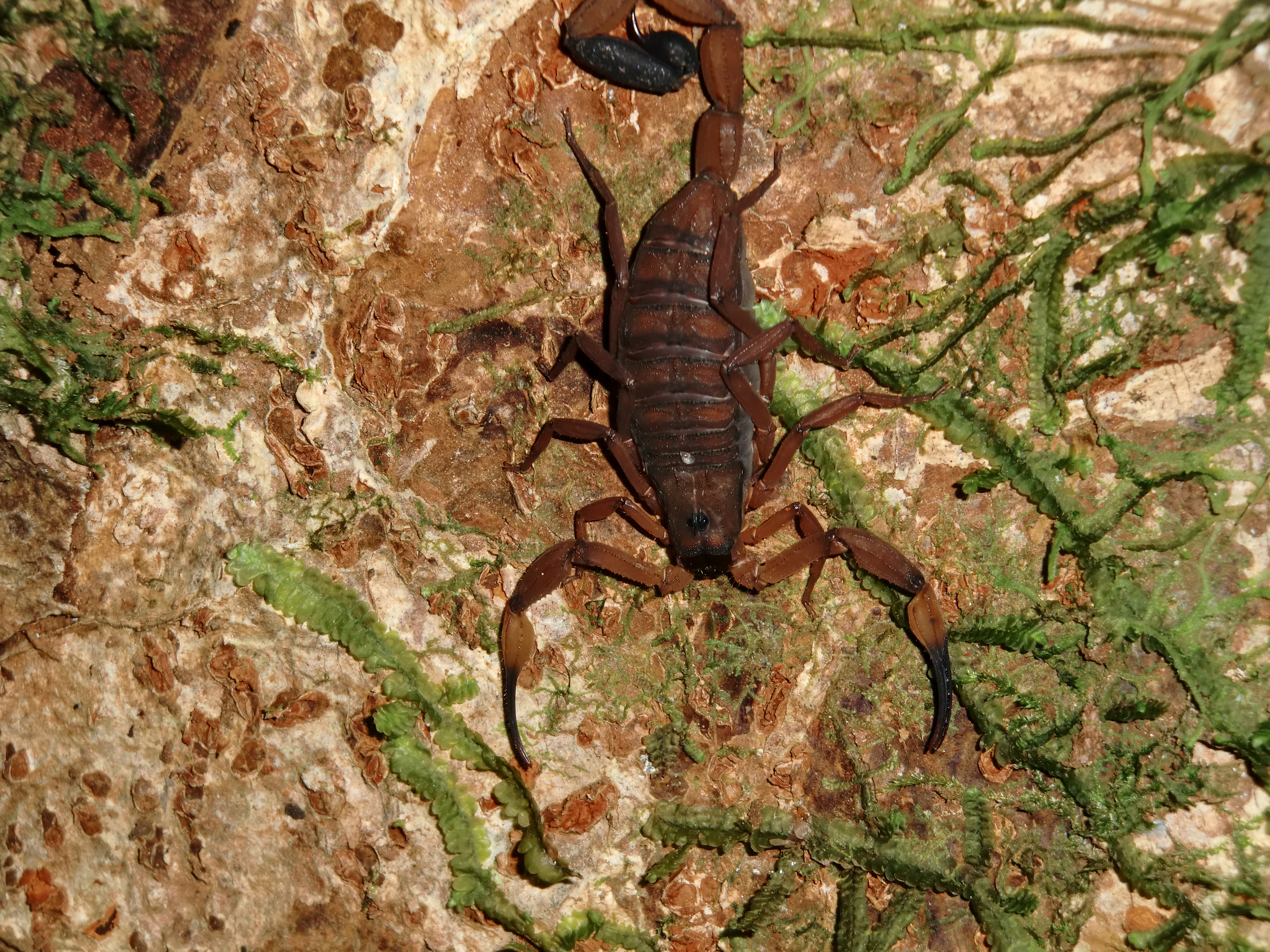
Centruroides limbatus

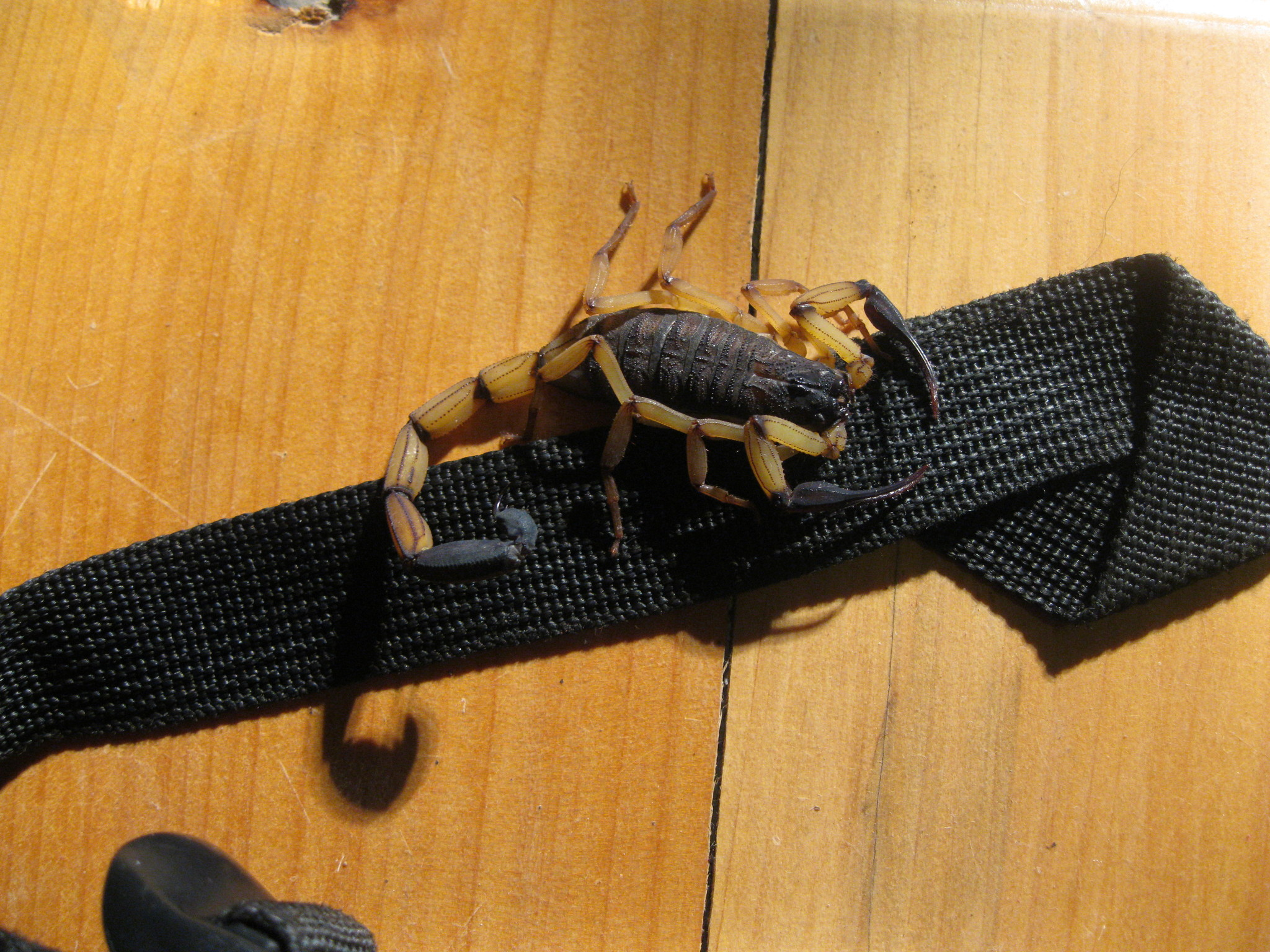
Centruroides limbatus

Le mâle holotype mesure 100 mm.

## Publication originale
- Pocock, 1898 : « Descriptions of some new Scorpions from Central and South America. » Annals and Magazine of Natural History, sér. 7, vol. 1, p. 384-394 (texte intégral).